# John Hegley
John Hegley  (né le 1er octobre 1953) est un poète britannique, dont les poèmes ont été publiés dans la forme de livre aussi bien qu'à la radio en Grande-Bretagne.

## Biographie
Il est né à Londres, dans le quartier d'Islington, mais il a passé la majeure partie de son enfance à Luton. Il est diplômé de l'Université de Bradford. Hegley a des ancêtres français (le nom de son père était René), et sa famille est liée au compositeur Jean-Philippe Rameau. Avant sa carrière en tant que poète, il a conduit le groupe comique, les Popticians, qui a enregistré deux sessions pour John Peel en 1984, et qui joue encore les concerts avec Hegley de temps en temps.

## Œuvres
- Glad to Wear Glasses (1990)
- Can I come down now Dad? (1992)
- Five Sugars, Please (1993)
- Love Cuts (1995)
- The Family Pack (1997)
- Beyond our Kennel (1998)
- These were your Father's (1999)
- Dog (2000)
- My Dog is a Carrot (2002)
- The Sound of Paint Drying (2003)
- Uncut Confetti (2006)
- The Adventures of Monsieur Robinet (2009)
- Peace, Love & Potatoes (2012)
- New & Selected Potatoes (2013)
- I am a Poetato: An A-Z of poems about people, pets and other creatures (2013)